# Resolutie 1878 Veiligheidsraad Verenigde Naties
Resolutie 1878 van de Veiligheidsraad van de Verenigde Naties werd unaniem door de Veiligheidsraad van de Verenigde Naties aangenomen op 7 juli 2009, en verlengde de ambtstermijnen van de rechters van het Rwandatribunaal nu duidelijk was dat het tribunaal zijn werk niet meer zou kunnen afronden in 2010.

## Achtergrond
Toen Rwanda een Belgische kolonie was, werd de Tutsi-minderheid in het land verheven tot een elitie die de grote Hutu-minderheid wreed onderdrukte. Na de onafhankelijkheid werden de Tutsi verdreven en namen de Hutu de macht over. Het conflict bleef aanslepen, en in 1990 vielen Tutsi-milities verenigd als het FPR Rwanda binnen. Met westerse steun werden zij echter verdreven.
In Rwanda zelf werd de Hutu-bevolking opgehitst tegen de Tutsi. Dat leidde begin 1994 tot de Rwandese genocide. De UNAMIR-vredesmacht van de Verenigde Naties kon vanwege een te krap mandaat niet ingrijpen. Later dat jaar werd het Rwandatribunaal opgericht om de daders te vervolgen.

## Inhoud
De Veiligheidsraad herinnerde aan de resoluties 1503 uit 2003 en 1534 uit 2004, waarin het Rwandatribunaal werd gevraagd te zorgen dat alle onderzoeken waren afgerond in 2004, alle rechtszaken in 2008 en al het werk in 2010. Het tribunaal dacht nu het werk niet meer in 2010 te kunnen voltooien.
De Raad besloot daarom tegen 31 december 2009 de verlenging van de ambtstermijnen van de permanente rechters die ook lid waren van de kamer van beroep te bekijken. Volgende ambtstermijnen werden alvast verlengd tot 31 december 2010 of eerder in geval de zaak waaraan de betrokken rechter werkte eerder afgerond zou worden:
- Dennis Byron ( Saint Kitts en Nevis)
- Asoka de Silva ( Sri Lanka)
- Khalida Khan ( Pakistan)
- Arlette Ramaroson ( Madagaskar)
- William Sekule ( Tanzania)

De Russische rechter Sergej Jegorov had aangegeven zijn ontslag te willen indienen. Ook de ambtstermijn van diens opvolger werd alvast verlengd tot bovenstaande datum, alsook de ambtstermijnen van volgende ad litem-rechters:
- Aydin Sefa ( Turkije)
- Florence Arrey ( Kameroen)
- Solomy Balungi Bossa ( Oeganda)
- Taghrid Hikmat ( Jordanië)
- Vagn Joensen ( Denemarken)
- Gberdao Kam ( Burkina Faso)
- Joseph Masanche ( Tanzania)
- Lee Muthoga ( Kenia)
- Seon Ki Park ( Zuid-Korea)
- Mparany Rajohnson ( Madagaskar)
- Emile Short ( Ghana)

Ten slotte besliste de Raad dat rechter Vagn Joensen mocht aanblijven na de cumulatieve periode die in artikel °12 van de statuten van het tribunaal was voorzien, dat de rechters Asoka de Silva en Emile Short deeltijds mochten werken en intussen een ander juridisch beroep mochten uitoefenen in hun thuisland en dat rechter Sergej Jegorov, eens vervangen en in tegenstelling tot artikel °11 van de statuten, uitzonderlijk de zaken waaraan hij begonnen was voor zijn ontslag mocht afwerken.

## Verwante resoluties
- Resolutie 1824 Veiligheidsraad Verenigde Naties (2008)
- Resolutie 1855 Veiligheidsraad Verenigde Naties (2008)
- Resolutie 1901 Veiligheidsraad Verenigde Naties
- Resolutie 1932 Veiligheidsraad Verenigde Naties (2010)

Lijst ·  1860 ·  1861 ·  1862 ·  1863 ·  1864 ·  1865 ·  1866 ·  1867 ·  1868 ·  1869 ·  1870 ·  1871 ·  1872 ·  1873 ·  1874 ·  1875 ·  1876 ·  1877 ·  1878 ·  1879 ·  1880 ·  1881 ·  1882 ·  1883 ·  1884 ·  1885 ·  1886 ·  1887 ·  1888 ·  1889 ·  1890 ·  1891 ·  1892 ·  1893 ·  1894 ·  1895 ·  1896 ·  1897 ·  1898 ·  1899 ·  1900 ·  1901 ·  1902 ·  1903 ·  1904 ·  1905 ·  1906 ·  1907